# Escuela de la praxis
Escuela de la praxis es el nombre que recibió un movimiento filosófico marxista y humanista originado en los años sesenta en Zagreb y Belgrado en la antigua República Federal Socialista de Yugoslavia.
Los fundadores y principales exponentes del grupo fueron Gajo Petrović, Milan Kangrga y Mihailo Marković. De 1964 a 1974 el grupo publica la revista marxista Praxis, una de las más reconocidas de su tiempo en el ámbito del materialismo histórico.
Otra de las actividades conocidas del grupo fue la realización de la escuela de verano Kórchula, en la isla homónima.

## Principales ideas
Debido a las tumultuosas condiciones sociopolíticas en los años 1960, la afirmación de una praxis y teoría marxista “auténtica”, y sus aspectos humanistas y dialécticos en particular, era una tarea urgente para los filósofos yugoslavos. Había una necesidad de respuesta ante la forma en que la Liga de Comunistas de Yugoslavia interpretaba el marxismo-leninismo, conocida como titoísmo. Para satisfacer esta necesidad surge la Escuela de la praxis, cuyo programa fue definido en francés en la primera entrega de la edición internacional de Praxis y expandido en inglés por Danko Grlić en el mismo número.
Los filósofos de la escuela consideraban que el leninismo y el estalinismo eran apologéticos debido a su naturaleza ad hoc. Además las calificaban de filosofías infieles a la teoría marxista, que se ajustaban de acuerdo a las necesidades de la elite del partido y eran intolerantes a la crítica ideológica.
Básicamente las características mayores de la escuela pasaban por:
1) el énfasis en los escritos tempranos de Marx; y
2) la búsqueda de libertad de expresión basada en la insistencia de Marx en la crítica social.
Tal como Erich Fromm escribió en su prefacio a un trabajo de Markovic, lo fundamental era “retornar al Marx verdadero en contra del Marx igualmente distorsionado por los socialdemócratas de derecha y los estalinistas”.
En general, entre los varios pensadores de la escuela se enfatizaban aspectos diferentes de la teoría. Mientras que Mihailo Marković teorizó sobre la alienación y la naturaleza dinámica de los seres humanos, Petrović escribió acerca de la filosofía como crítica radical de todo lo existente, enfatizando la naturaleza esencialmente creativa y práctica de los seres humanos. Milan Kangrga también trata la creatividad, pero sobre todo el entendimiento de los hombres como productores de naturaleza humana.
Otra característica típica de la Escuela de la Praxis es la incorporación de la filosofía existencial a la rama práxica de la crítica social marxista, fundamentalmente por Rudi Supek.
Organizar la Escuela de Verano de Kórchula y publicar la edición internacional de Praxis fueron maneras de promover la discusión abierta de sus postulados. En 1965, Erich Fromm publicó la colección de artículos titulados Humanismo Socialista: un simposio internacional que fue de gran ayuda para la divulgación de las ideas de la escuela. Allí aparecieron artículos de seis de sus miembros: Marković, Petrović, Danilo Pejović, Veljko Korać, Rudi Supek y Predrag Vranicki.

## La revista Praxis
La revista, que nace en 1964, era publicada principalmente por teóricos de la praxis provenientes de la Universidad de Zagreb. Constaba de dos ediciones: una yugoslava y otra internacional. El primer número de la edición nacional apareció el 1 de setiembre de 1964 y fue publicado hasta 1974; mientras que la edición internacional existió entre 1965 y 1973. Los fundadores de la revista fueron Branko Bošnjak, Danko Grlić, Milan Kangrga, Rudi Supek, Gajo Petrović, Predrag Vranicki, Danilo Pejović e Ivan Kuvačić. Los primeros editores de la misma fueron Petrović y Pejović, pero en 1966 Pejović se alejará. Lo reemplazará de 1967 a 1973 Supek y luego Kuvačić en 1973.
La revista denotaba influencias del pensamiento de Antonio Gramsci, Karl Korsch, Georg Lukács, Ernst Bloch, Herbert Marcuse, Erich Fromm y Lucien Goldmann. Los textos de la revista, en general contrarios al leninismo y al titoísmo, eran escritos tanto por autores de Occidente como de Oriente.